# 사랑의 ABO
〈사랑의 ABO〉(일본어: 恋のABO 코이노에이비오[*])는 NEWS의 11번째 싱글이다.

## 개요
- 2009년 제1탄으로 전작으로부터 약 6개월 만이 되는 싱글이다. 또, 〈weeeek〉, 〈SUMMER TIME〉에 뒤이어, 이번에도 RUSS-K의 CM송에 기용되고 있다.
- 초회 한정 생산반에는, 2008년 12월 31일에 행해진 〈NEWS WINTER PARTY DIAMOND in TOKYO DOME〉에서 피로된 곡의 DVD, 통상반에는 같은 날의 라이브 음원 《Share》가 수록되고 있다.
- 이 곡의 PV의 마지막에도, 야마시타가 〈[山][P]〉라고 쓰여진 종이컵을 사용하고 있다. 〈별을 향해서〉, 〈weeeek〉, 〈태양의 눈물〉, 〈SUMMER TIME〉, 〈Happy Birthday〉에 계속되는 6번째 등장이다.
- 최초의 콜이나 대사는 코야마와 야마시타가 고안 (〈코야마P〉명의).
- 참고로 〈사랑의 ABO〉의 작사를 담당한 zopp의 혈액형은 O형이다.
- 2009년 5월 11일 자의 오리콘 주간 싱글 차트로 첫 등장 1위를 획득. 이것으로, 데뷔곡 〈희망~Yell~〉부터 11작 연속으로 획득한 일이 되어, KinKi Kids에 뒤잇는 역대 2위의 기록이 되었다. 또, 초동 매상은 전작으로부터 증가해, 〈희망~Yell~〉, 〈weeeek〉, 〈별을 향해서〉를 뒤이어, 그룹 내에서 4번째로 높은 초동이 되었다.

## 수록곡

### 초회 생산 한정반
CD
1. 恋のABO / 사랑의 ABO
작사: zopp / 작곡: adult education / 편곡: 스즈키 마사야
  - 크림슨 RUSS-K 〈T-Fes〉편 CM곡
2. ラビリンス / 래버린스
작사: zopp / 작곡: 후지스에 미키 / 편곡: 스즈키 마사야
3. 恋のABO（オリジナル・カラオケ）

DVD
1. Happy Birthday
2. weeeek
3. ガンガンガンバッテ / 힘힘힘내
4. 裸足のシンデレラボーイ / 맨발의 신데렐라 보이
5. SUMMER TIME
6. MC

### 통상반
1. 恋のABO / 사랑의 ABO
2. ラビリンス / 래버린스
3. OPEN YOUR EYES
작사: RYOKa / 작곡·편곡: Shusui, Fredrik Hult
  - 니시키도의 솔로곡으로 동명의 타이틀 곡이 있지만 다른 곡이다.
4. Share （Live at TOKYO DOME）
작사·작곡: NEWS / 편곡: mugen